# Andrew Henderson (botaniste)
Andrew James Henderson (né le 8 septembre 1950) est un botaniste systématicien des palmiers et conservateur de l'Institut de Botanique systématique au New York Botanical Garden. Il est l'auteur de descriptions taxonomiques de 140 espèces, sous-espèces et variétés de plantes, en particulier dans la famille des palmiers 

## Éducation
Henderson fait ses études au Wycliffe College dans le Gloucestershire et au Birkbeck College de l'Université de Londres et obtient son doctorat de l'Université de la ville de New York en 1987. Il rejoint le New York Botanic Garden en 1987. 

## Travaux
Il écrit plusieurs livres, notamment sur Les Palmiers d'Amazonie(The Palms of the Amazon)  et un guide de terrain sur les palmiers des Amériques .